# Trochanteria gomezi
Trochanteria gomezi is een spinnensoort uit de familie Trochanteriidae. De soort komt voor in Argentinië en Paraguay.